# الأبحاث الاجتماعية المحددة
(بالإنجليزية : Concret Sociological Investigations)، وهي دراسات للجوانب والعناصر المختلفة للمجتمع الاقتصادي والحياة اليومية، وعلاقات الأسرة والزواج، والرأي العام، والمستوى الثقافي، والتربية الفنية للعمال، وتتأثر هذه الأبحاث بالعلوم الاجتماعية المختلفة (مثل الاقتصاد، والإحصاء، والتشريع)
وتستخدم الأبحاث الاجتماعية المحددة منهج بحث المادية التاريخية، الذي يقدم تحليلاً علمياً للحقائق المادية. وأغراض الأبحاث الاجتماعية المحددة تأكيد وتعميم الظواهر الجديدة في الحياة الاجتماعية، وبحث الأنشطة العملية للدولة والمنظمات الجماهيرية.
وتستخدم الأبحاث الاجتماعية المحددة مناهج وتعاليم مثل التناول الإحصائي والاستخبارات والمقابلات والاستفتاءات وغيرهم، وتختلف الأبحاث الاجتماعية المحددة اختلافاً تاماً عن علم الاجتماع التجريبي، الذي يرفض دراسة القوانين الموضوعية للتطور الاجتماعي.

## ماركس كارل
1. ↑  موسوعة الفلسفة، ص 7